# جایزه ولف
جایزهٔ ولف (به انگلیسی: Wolf Prize) جایزه‌ای جهانی است که از سال ۱۹۷۸ در بیشتر سال‌ها به دانشمندان و هنرمندان زنده برای "پیشرفتهای به سود بشر و روابط دوستانه بین ملل... بی توجه به ملیت، نژاد، رنگ، دین، جنسیت یا نظرات سیاسی" اهدا شده‌است.
جایزه ولف از سوی بنیاد ولف در اسرائیل تأسیس شده توسط دکتر ریکاردو ولف، یک مخترع متولد آلمان و سفیر سابق کوبا در اسرائیل، اهدا می‌شود. این جایزه در شش حوزه اعطا می‌شود: کشاورزی، شیمی، ریاضی، پزشکی، فیزیک، و یک جایزه هنر که حول معماری، موسیقی، نقاشی و مجسمه‌سازی است. هر جایزه از یک دیپلم و ۱۰۰ هزار دلار آمریکا تشکیل می‌شود. جایزه توسط بنیاد سالانه توصیف می‌شود، ولی در واقع هر سال داده نمی‌شود. در بیشتر حوزه‌ها بین سال‌های ۲۰۰۰ تا ۲۰۰۹ شش جایزه و در فیزیک فقط ۴ جایزه اهدا شد.